# Fornelli
Fornelli es un municipio italiano situado en la provincia de Isernia, en la región de Molise. Tiene una población estimada, a fines de noviembre de 2024, de 1795 habitantes.

## Evolución demográfica
| Gráfica de evolución demográfica de Fornelli entre 1861 y 2024 |
|                                                                |
| Fuente: ISTAT - Elaboración gráfica de Wikipedia               |